# Tweenervige zegge
Tweenervige zegge (Carex binervis) is een plant die behoort tot de cypergrassenfamilie (Cyperaceae). Deze zegge komt voor in Europa en Noordwest-Afrika en werd pas in 1982 voor het eerst in Nederland waargenomen. In België is de soort zeer zeldzaam. Het aantal chromosomen is 2n = 74.

## Uiterlijke kenmerken

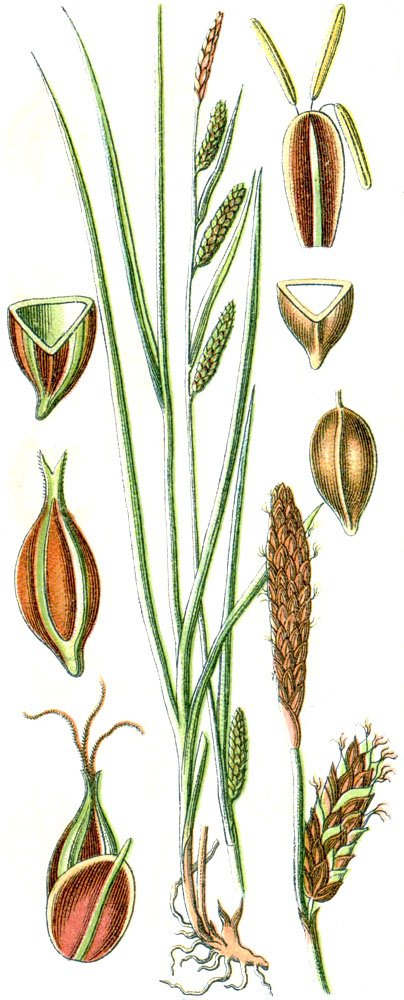

De tweenervige zegge vormt dichte zoden, en kan 30 tot 100 cm hoog worden. Tweenervige zegge is eenhuizig en bloeit in mei en juni met 2 tot 4 vrouwelijke aartjes. Die aartjes zijn 1½ tot 4½ cm lang. De kafjes van de vrouwelijke bloempjes hebben een klein stekelpuntje. De urntjes zijn 3½ tot 5 mm lang en duidelijk generfd. Ze hebben aan de binnenzijde ruwe snaveltanden.
De bladeren zijn 2 tot 6 mm breed, zwakgekield en donkergroen.
De soort lijkt oppervlakkig wel wat op de zilte zegge (C. distans), maar oogt donkerder door de donker rood- tot purperbruine vrouwelijke kafjes, die bij zilte zegge bleker bruin gekleurd zijn. Bovendien heeft de tweenervige zegge een oranje-bruine voet, terwijl de zilte zegge een bleek tot donkerbruine voet heeft. Tweenervige en drienervige zegge lijken qua naam op elkaar, maar behoren tot verschillende secties binnen de zeggen. C. binervis heeft, net als sectiegenoot C. distans, drie stempels, terwijl C. trinervis er twee heeft, net als sectiegenoot C. nigra.

## Geografische verspreiding
Tweenervige zegge komt voor in Europa en Noordwest-Afrika. In Noorwegen groeit de plant langs de kust. De soort wordt ook gemeld voor Finland. Op de Britse Eilanden is de verspreiding westelijk en noordelijk: meer in Ierland, Wales en Schotland, dan in Engeland. Andere landen van Zuid- en West-Europa waar Carex binervis voorkomt zijn: Frankrijk, Duitsland, Spanje en Portugal. In Afrika is de verspreiding beperkt tot Marokko.
In Nederland werd de soort in 1982 voor het eerst gevonden. Aanvankelijk werd vermoed dat er sprake was van een adventief. De soort heeft het in dat enkele kilometerhok, op een voormalige kapvlakte, al meer dan dertig jaar uitgehouden en wordt nu beschouwd als ingeburgerd.
Carex binervis wordt niet vermeld in de Nederlandse Rode Lijst. In België heeft de tweenervige zegge de status “Bedreigd” op de Vlaamse Rode Lijst.

## Plantensociologie
Tweenervige zegge is voor Vlaanderen een kensoort voor het verbond van heischrale graslanden (Violion caninae), een verbond van plantengemeenschappen van vochtige tot natte, voedselarme graslanden met een combinatie van grassen, grasachtige planten en kleinbloemige kruiden.
Het is tevens een indicatorsoort voor het vochtig heischraal grasland, een karteringseenheid in de Biologische Waarderingskaart (BWK) van Vlaanderen en het Brussels Hoofdstedelijk Gewest met als code 'hmo'.